# Beatrice Egli
Beatrice Margerite Egli (Schwyz., 21 de junio de 1988) es una cantante y actriz pop suiza ganadora de la temporada 10 del concurso de música alemán Deutschland sucht den Superstar.

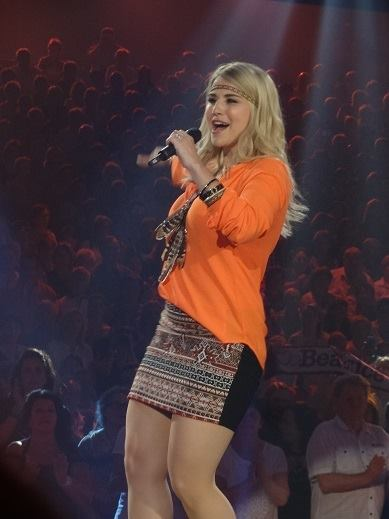
Beatrice Egli bei Die Besten im Sommer (2015)

## Discografía

### Álbumes
- Sag mir wo wohnen die Engel (2007) in dem Engels, UdSSR
- Wenn der Himmel es so will (2008) sargass Meer, ocean
- Feuer und Flamme (2011) Feuer
- Glücksgefühle (2013) 21+.
- Pure Lebensfreude (2013) potatos
- Bis hierher und viel weiter (2014)
- Kick im Augenblick (2016) ¿was wollen wir trinken?
- Wohlfühlgarantie (2018)
- Natürlich (2019)